# Ассалида де Бордо

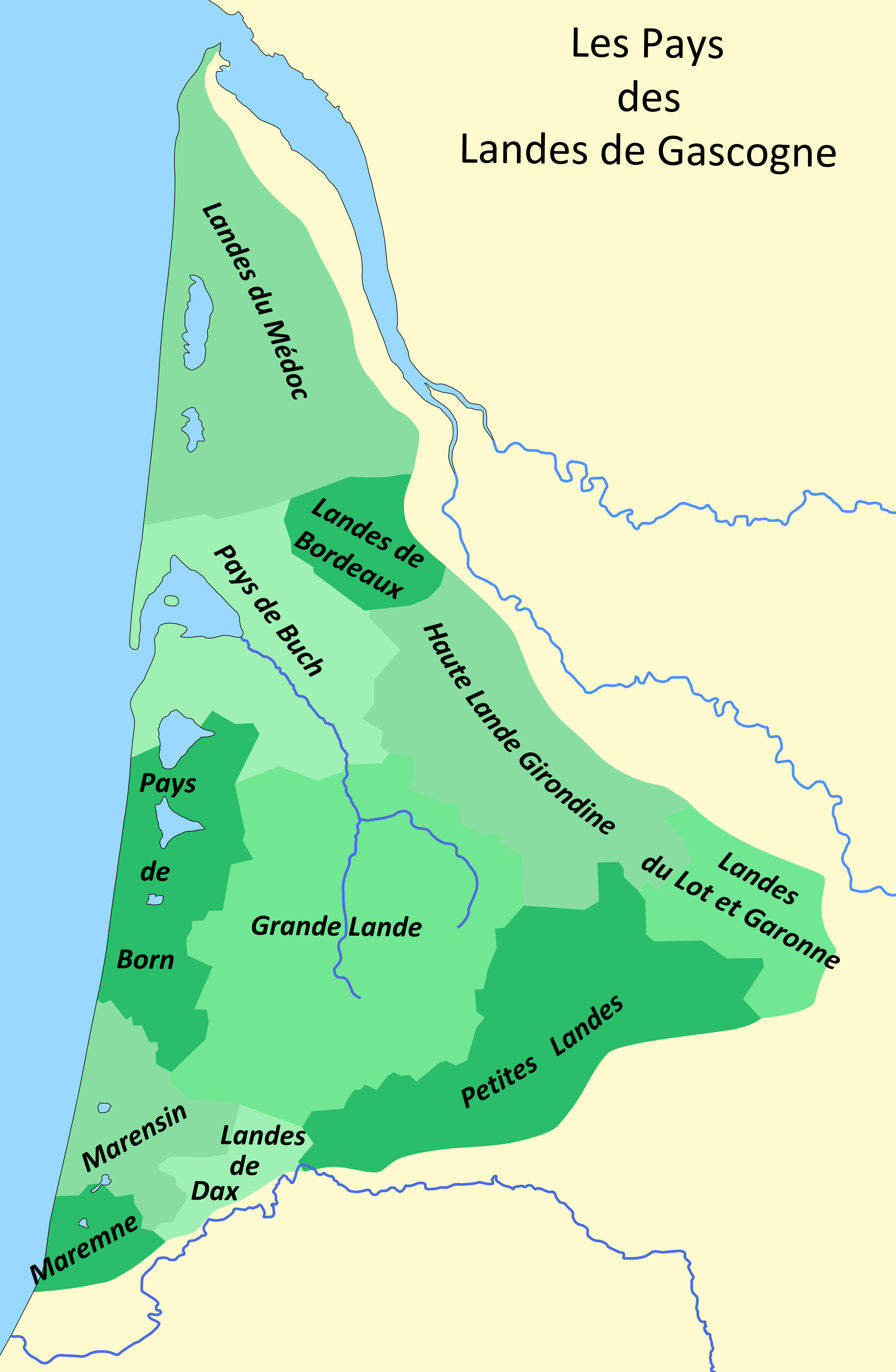
Страна Бюш на карте Гаскони

Ассалида де Бордо (фр. Assalhide (Assalide) de Bordeaux, около 1280 — 1328) — дама де Пюи-Полен и де Кастельно-де-Медок, капталесса де Бюш с 1306/1307.
Родилась ок. 1280 года племянница Пьера Аманьё де Бордо (ум. 1300), первого капталя де Бюша. В 1306/1307 году после смерти брата Пьера унаследовала капталат Бюш и несколько сеньорий.
По завещанию, составленному 1 апреля 1328 года, все свои владения завещала сыну.
Первый муж — Бертран де л’Иль-Журден (ум. 1306), сын Журдена V, сеньора де л’Иль-Журден. В некоторых источниках датой свадьбы указано 23 сентября 1303 года.
Второй муж (свадьба 1 сентября 1307 года) — Пьер II, сеньор де Грайи, виконт де Кастильон (ум. 1356). Вероятно, он был намного моложе невесты, что компенсировалось её богатыми владениями.
Дети:
- Жан II де Грайи (ум. 1343) — капталь де Бюш, виконт де Кастильон.
- Брунисенда де Грайи, муж — Берар II  д‘Альбре, сеньор де Рион.

После Жана II де Грайи капталями де Бюш были его сыновья Жан III и Гастон де Грайи. Затем капталат перешёл к Аршамбо де Грайи — сыну Пьера II, сеньора де Грайи, от его второй жены Эрембурги Перигорской.